# 一吻不定情
《一吻不定情》（英語：Only Kiss Without Love），2018年中国偶像剧，本剧改编自子兮的同名网络小说。由徐立、师铭泽领衔主演，爱奇艺于2018年9月27日首播。

## 播出时间
| 频道                | 所在地          | 播映日期      | 播出时间 | 备注 |
| ------------------- | --------------- | ------------- | -------- | ---- |
| 爱奇艺 愛奇藝台灣站 | 中国大陆 · 臺灣 | 2018年9月27日 |          |      |

## 演员列表

### 主要演员
| 演員   | 角色        | 介紹 |
| 徐立   | 童桐 / 何呵 | 杂志社编辑，为人真诚直率，患有家族遗传“接吻自动性转”的怪病，阴差阳错，童桐以男人身份强吻了蕭白羽，萧白羽为了平息议论，要求童桐和自己假扮情侣，在過程中慢慢愛上他。 / 童桐性转后的男性身份。性格善良温和，身材弱小长相清秀，与童桐有几分神似，却是完完全全的男儿身。 |
| 师铭泽 | 萧白羽      | 风尚百货公司总裁，同时又是地产大亨“凯司令”的准女婿，表面上如冰山般高冷，拒人千里之外，但内心十分脆弱。只有面对童桐，他才会真正放下自己，打开心扉。深深愛著童桐。 |

### 其他演员
| 演員        | 角色      | 介紹 |
| 张钧然      | 萧俊江    | 萧白羽同父异母的哥哥，萧氏集团股东，风尚百货公司对外公关经理。俊朗的外表和超高的社交手法，让他赢得众多好人缘。实际上却是不择手段，无比腹黑，過去曾在背後設計要陷害蕭白羽，卻間接害了蕭致雅失明。             |
| 叶小开      | 尹皓希    | 医生，是萧白羽的朋友，也是童桐的网友。在现实生活中，尹皓希怀着对童桐温柔的情愫，守护着她，是一个温柔聪明的痴情暖男，是最早發現童桐性轉的人。                                                                 |
| 吕绍聪/鶴男 | 童顏/童音 | 童桐的弟弟，與姐姐一樣患有家族遗传“接吻自动性转”的怪病。高顏值的外表下，其實小時是個小胖子。性轉後化名為童音，是蕭白羽與童桐之間的助攻器，喚蕭白羽姐夫，牛紅花一見鍾情的對象，在牛紅花愛情的強攻下接受了她。 |
| 许馨文      | 牛紅花    | 童桐職場上的同事，也是從中學時期的好閨蜜，第一眼見到童顏時便迷戀上他，後來成為童顏的女友。 |
| 唐瑞宏      | 海瑟薇    | 地產大亨凱司令的大小姐，提芬娜的姐姐，蕭白羽的竹馬未婚妻兼合作對象，喜歡蕭白羽，多次設計陷害童桐。 |
| 田淼        | 夢露      | 童桐與童顏的母親。 |
| 施羽        | 童父      | 童桐與童顏的父親，是名獸醫。 |
| 尤英瑞      | 提芬娜    | 地產大亨凱司令的小女兒，海瑟薇的妹妹。 |

## 网络剧原声带
| 曲序 | 曲目               | 演唱         |
| ---- | ------------------ | ------------ |
| 1.   | 七月（主题曲）     | 徐秉龙       |
| 2.   | 爱的啾啾（主题曲） | 徐立、师铭泽 |
| 3.   | 一样（插曲）       | 曹瑞、徐立   |
| 4.   | 一句（推广曲）     | 静然、幂雅   |
| 5.   | 套路之神（推广曲） | 丛荣泽萌     |